# Per Stenborg
Per Ragnar Stenborg, född 25 november 1966, är en svensk meteorolog och väderpresentatör. Han är meteorolog sedan 1990. Stenborg började 1995 på Sveriges Television i de regionala nyheterna ABC. Sedan 1998 presenterar han även vädret i de rikstäckande nyhetsprogrammen Rapport och Aktuellt. Han har läst matematik, fysik och meteorologi vid Uppsala universitet. Stenborg är den ende i Sverige som har en text-tv-sida vikt bara för sig, nämligen SVT Text sid 417, där han skriver månatliga sammanställningar av det svenska vädret. Hösten 2011 gav Stenborg ut "Väderdagbok 2012" på Bonnier Fakta och hösten 2012 uppföljaren "Väderdagbok 2013".